# Henning van Ghetelen
Henning van Ghetelen (* wohl 1481 in Lübeck; † vor dem 31. Januar 1528) war ein deutscher Übersetzer.

## Leben
Henning van Ghetelen war der älteste Sohn des Lübecker Inkunabeldruckers Hans van Ghetelen. Er studierte ab 1496 an der Universität Rostock.
Fracanzano da Montalboddo gab 1507 in Vicenza die gedruckten Anthologie Paesi novamente retrovati, die erste gedruckte, umfassende Sammlung von Entdeckerberichten der frühen Neuzeit in italienischer Sprache heraus. Die Berichte gehen u. a. auf den venezianischen Fernhandelskaufmann und Entdecker Alvise Cadamosto zurück. Der Buchdrucker Georg Stuchs in Nürnberg brachte im Jahr 1508 sowohl eine frühneuhochdeutsche wie eine mittelniederdeutsche Übersetzung dieser Postinkunabel heraus. Übersetzer der mittelniederdeutschen Ausgabe unter dem Titel Nye vnbekande lande Unde eine nye Werldt in korter vorgangener tyd gefunden war Henning van Ghetelen.
Sein Bruder Augustinus van Ghetelen wurde Dominikaner und trat als Kontroverstheologe und Gegner Johannes Bugenhagens hervor.